# Sekrety i grzeszki
Sekrety i grzeszki (ang. The Dilemma) – amerykański komediodramat z 2011 roku w reżyserii Rona Howarda, wyprodukowany przez wytwórnię Universal Pictures. Główne role w filmie zagrali Vince Vaughn i Kevin James.

## Fabuła
Film opisuje historię Ronny’ego Valentine’a (Vince Vaughn) i Nicka Brannena (Kevin James), którzy są najlepszymi przyjaciółmi, którzy przyjaźnią się od wielu lat i razem prowadzą firmę. Pierwszy jest zdeklarowanym kawalerem, a drugi – szczęśliwym mężem. Pewnego dnia Ronny przez przypadek odkrywa, że Genevę (Winona Ryder), żonę jego najlepszego kolegi łączą zażyłe stosunki z tajemniczym Zipem (Channing Tatum). Mężczyzna waha się, czy powiedzieć o tym Nickowi. Postanawia zrobić wszystko, żeby wyjaśnić sprawę. W trakcie prowadzonego śledztwa odkrywa, że Nick też ma sekrety.

## Obsada
- Vince Vaughn jako Ronny Valentine
- Kevin James jako Nick Brannen
- Winona Ryder jako Geneva Brannen
- Jennifer Connelly jako Beth
- Channing Tatum jako Zip
- Queen Latifah jako Susan Warner
- Chelcie Ross jako Thomas Fern
- Amy Morton jako Diane Tutin
- Clint Howard jako Herbert Trimpy

## Odbiór

### Krytyka
Film Sekrety i grzeszki spotkał się z negatywną reakcją krytyków. W serwisie Rotten Tomatoes 24% ze stu sześćdziesięciu jeden recenzji filmu jest pozytywne (średnia ocen wyniosła 4,34 na 10). Na portalu Metacritic średnia ocen z 32 recenzji wyniosła 46 punktów na 100.